# Pandanus parvicentralis
Pandanus parvicentralis là một loài thực vật thuộc họ Pandanaceae. Đây là loài đặc hữu của Gabon.